# CDKN2C
CDKN2C，全称周期蛋白依赖性激酶4抑制蛋白C（英語：Cyclin-dependent kinase 4 inhibitor C），也称为p18蛋白，由人类基因 CDKN2C编码，是周期蛋白依赖性激酶抑制蛋白INK4家族的一员。